# Hub port de Boulogne-sur-Mer
Ne doit pas être confondu avec Hoverport de Boulogne-sur-Mer.
Le hub port de Boulogne-sur-Mer est un terminal portuaire, destiné au transport de passagers entre la France et le Royaume-Uni, appartenant au port de Boulogne-sur-Mer et situé sur la commune du Portel, dans le Pas-de-Calais. Il est construit en 2009 pour remplacer la gare maritime de Boulogne.

## Historique

### Projet et construction
La fermeture et la destruction de l'usine de ferromanganèse Comilog en 2003 laisse à Boulogne-sur-Mer 40 ha de friches sur son port. La ville souhaite en utiliser une partie pour construire un nouveau terminal transmanche, plus moderne que l'ancienne gare maritime (dont le trafic diminuait beaucoup), qui pourrait servir au transport de marchandises et de passagers, notamment avec l'apparition des bateaux à grande vitesse.
Le 25 juillet 2007, la société anonyme « Hub port de Boulogne-sur-Mer » est créée. En septembre, celle-ci signe un accord de partenariat avec la société BGV France dans le but de lancer le projet d'autoroutes de la mer à Boulogne avec des liaisons vers Drammen en Norvège, Sheerness au Royaume-Uni, Santander, Vigo et Algésiras en Espagne.
L'agence Toth-Fasquelle est l'architecte du projet. Les travaux démarrent à la fin de l'année 2007. Douze entreprises participent au chantier durant près de deux ans. Le coût total est d'environ 45 millions d'euros, financé en partie par la région Nord-Pas-de-Calais.

### Exploitation
Inauguré en 2009, le hub port est alors utilisé pour les liaisons vers le port anglais de Douvres. Plusieurs allers-retours sont proposés sur le navire Norman Arrow de la compagne LD Lines. Il s'agit de la seule compagnie encore active sur Boulogne depuis le départ de la compagnie SpeedFerries (en) en 2008. 
Le 6 octobre 2009, LD Lines annonce que le Norman Arrow sera transféré sur la ligne entre Le Havre et Portsmouth au printemps 2010 pour plusieurs raisons, notamment la configuration du port de Boulogne qui n'est pas adaptée à ce navire. Deux navires le remplacent : le Norman Bridge et le Norman Trader. Le projet d'autoroutes de la mer, quant à lui, se développe ailleurs dans l'immédiat.

### Arrêt du trafic et postérité
Fin août 2010, le Norman Bridge est transféré sur la ligne entre Nantes-Saint-Nazaire et le port espagnol de Gijón. Quelques jours plus tard, le 5 septembre 2010, le Norman Trader se retire également, signant ainsi le départ de la compagnie LD Lines du port de Boulogne et la fin des liaisons transmanche au terminal hub port et à Boulogne-sur-Mer en général.
Techniquement, le hub port est fonctionnel et peut toujours accueillir des bateaux. Ce fut notamment le cas les 30 juin et 1er juillet 2015 où la compagnie P&O (qui avait quitté Boulogne en 1993) y a fait accoster plusieurs de ses navires en provenance de Douvres à cause d'un important blocage du port de Calais par les syndicats de MyFerryLink,.
Le rapport entre la faible durée d'exploitation du hub port et l'important coût de sa construction fait polémique, parmi la population boulonnaise. Le sujet revient régulièrement dans les débats politiques locaux, souvent à charge des socialistes, au pouvoir de la ville et de la région à l'époque.
Le hub port a été utilisé pour le tournage de la série Charon en 2017.